# Affaire Auguste Lemieux
L'affaire Auguste Lemieux est une affaire criminelle québécoise et un cas d'anthropophagie survenu au Lac-Saint-Jean en 1908.

## Déroulement

### L'expédition
Joseph Grasset, Gabriel Bernard et Auguste Lemieux entreprennent une expédition depuis le Lac-Saint-Jean vers les régions des lacs Chibougamau et Waswanipi, le 5 septembre 1907. Ils entreprennent cette expédition dans le but de faire de la traite des fourrures. Joseph Grasset est Français d'origine. Il s'est établi à Roberval et travaille dans le commerce des fourrures. C'est lui qui a engagé pour son expédition : Auguste Lemieux, de Mistassini, comme guide, ainsi que Gabriel Bernard, d'origine belge, en tant qu'homme à tout faire. Le retour des trois hommes au lac Saint-Jean est prévu à la fin du mois de décembre ou au début du mois de janvier 1908.
À la fin du mois de janvier 1908, deux Innus de Mashteuiatsh, Joseph Kurtness accompagné de son fils Gabriel, découvrent un campement abandonné dans les bois. Ils y découvrent ainsi une note manuscrite signée au nom de Gabriel Bernard : « Pas trouvé la cache. Sommes sans provisions. Rejoignez-nous le plus vite possible, 28 décembre. Midi. »
Joseph et Gabriel Kurtness rapportent la nouvelle à leur retour au lac Saint-Jean et dès le mois de mars, des journaux dans toute la province de Québec annoncent la probable mort des trois hommes en forêt,,.

### La découverte du corps d'Auguste Lemieux
Le 9 mai 1908, Joseph Kurtness et un employé de la Mackenzie Trading Co., découvrent les restes du corps d'Auguste Lemieux sur le Lac Ashuapmushuan. Une mort naturelle semble d'emblée exclue car sa dépouillée a été visiblement découpé en morceaux. Les hommes présents sur place fabriquent alors un cercueil et inhument le corps de la victime le lendemain, près du site de l'ancien poste de traite du Lac Ashuapmushuan, alors occupé par la Mackenzie Trading Co.

### L'enquête
Le coroner du district de Roberval ouvre une enquête. À sa demande, la dépouille d'Auguste Lemieux est exhumée quelques semaines plus tard et ramenée à Roberval. Il sera identifié par sa veuve, puis examiné par la coroner Jules Constantin. À la suite de son examen, celui-ci conclut à un acte d'anthropophagie. La dépouille d'Auguste Lemieux est finalement inhumée le 22 juin 1908 à Mistassini.
Un avis de recherche est ensuite lancé par le chef de la police locale, afin de retrouver Gabriel Bernard et Joseph Grasset, dont on est sans nouvelles depuis l'automne 1907, et qui sont soupçonnés de meurtre,. Joseph Grasset est localisé dès décembre 1908 à Fort Albany, en Ontario. Il y travaille à ce moment dans un poste de traite de Révillon Frères. Les recherches effectuées pour retrouver Gabriel Bernard sont toutefois infructueuses.
Le 8 avril 1909, Joseph Grasset comparaît à l'enquête du coroner de Roberval. Il y détaille sa version des faits. Selon lui, leur voyage vers le nord se serait bien déroulé. Le trio se seraient installé à la jonction des rivières Obatogamau et Chibougamau, et y aurait pratiqué la chasse une partie de l'automne. À la mi-décembre, Gabriel Bernard et Auguste Lemieux seraient repartis pour le Lac-Saint-Jean afin de vendre les fourrures accumulées. Lors de sa déposition, Joseph Grasset affirme qu’il ne les a pas revus ensuite. Quant à lui, il raconte avoir souffert de la faim et du froid, avant d'être secouru par un Cri de la communauté de Waswanipi. Il y aurait passé l’hiver et raconte avoir quitté Waswanipi à la débâcle des glaces, avec une brigade de canots de la Compagnie de la Baie d'Hudson. Il a ensuite rejoint Fort Albany et y aurait été engagé chez Revillon Frères.
Quelques mois plus tard, le corps de Gabriel Bernard est retrouvé dans les bois, à quelques kilomètres de la dépouille d'Auguste Lemieux. Lors de sa découverte, il est impossible de déterminer la cause de son décès. Quant à l'enquête sur le décès d'Auguste Lemieux, elle demeure sans suite. Joseph Grasset a quant à lui continué d'œuvrer pour Revillon Frères jusqu'en 1932, à Fort Albany, Payne Bay et Wakeham Bay.

## Cannibalisme
Lors de la découverte de la dépouille d'Auguste Lemieux, la presse décrit en détail les mutilations du cadavre et le fait que certaines de ses parties sont manquantes. L'hypothèse que Lemieux ait été victime de cannibalisme est présente dès cette époque et évoquée par le coroner,. La découpe du corps n'est en effet pas compatible avec l'hypothèse selon laquelle des animaux aient pu se repaître de son cadavre après sa mort naturelle ou accidentelle.

## Dans la culture populaire
L'affaire Lemieux est évoquée par Gladstone McKenzie dans le roman autobiographique L'Appel du Chibougamau, de Larry Wilson.
Selon Damase Potvin, cette affaire judiciaire serait probablement la source d'inspiration de l'écrivain Louis Hémon pour la disparition tragique de François Paradis dans le roman Maria Chapdelaine. Louis Hémon a séjourné à Péribonka, village voisin de Mistassini, quelques années seulement après les faits.